# Eleni Cay
Eleni Cay – słowacka poetka i pisarka pisząca w języku angielskim i słowackim. 

## Życiorys
Eleni Cay urodziła się na Słowacji. Pisze wiersze po angielsku i słowacku. Tom wierszy Drżenie motyla w erze cyfrowej w języku słowackim był wielokrotnie nagradzany. Został przetłumaczony na język niemiecki przez Inge i Petra Stahla i wydana przez Hein Verlag w 2015 roku oraz przetłumaczona na angielski przez Johna Minahane'a i wydana przez Parthian Books w 2017 r. Angielskojęzyczne wiersze Eleni pojawiły się w wielu czasopismach poetyckich, w tym w „Atticus Review”, „Glasgow Review of Books”, „Poetry Ireland Review”, „Acumen” i „Envoi”. Jej wiersze zostały również opublikowane w języku francuskim („Le Monde”), rumuńskim („Pro-Saeculum”) i filipińskim, w ramach wystawy The Poeziomat wystawionej w Manili w 2018 r. W 2020 r. wydała swoją pierwszą powieść The Love Virus.

## Nagrody i wyróżnienia
- 2019 Pamphlet shortlisted – The Melita Hume Poetry Prize 2019
- 2018 Poetry Stanza Competition – Poetry Society
- 2018 Bedford International Writing Competition
- 2018 The Cornwall Contemporary Poetry Competition
- 2017 Lorgnette Pamphlet Series
- 2017 Cinnamon Poetry Pamphlet Prize
- 2016 Carefree Kids National Poetry competition
- 2016 MCR Global Health Poetry competition
- 2015 Poetry Space competition
- 2015 Milton Keynes Calling Prize
- 2014 Mother’s Milk Books
- 2013 Milton Keynes Calling Prize
- 2012 Young Talents Competition

## Wybrane dzieła

### Poezja
- A butterfly's trembling in the digital age, 2015
- Colours of the Swan, 2015
- Autumn Dedications, 2015

### Proza
- The Love Virus, 2020